# American Horror Story: 1984
La novena temporada de la sèrie de televisió d'antologia de terror americana American Horror Story, subtitulada 1984, té lloc fora de Los Angeles durant la dècada de 1980 i centra el personal d'un campament d'estiu que es reobre després d'una massacre 14 anys abans. S'ha descrit que està molt influenciat per les pel·lícules clàssiques de slasher, com Friday the 13th (1980) i Halloween (1978). El repartiment del conjunt inclou Emma Roberts, Billie Lourd, Leslie Grossman, Cody Fern, Matthew Morrison, Gus Kenworthy, John Carroll Lynch, Angelica Ross i Zach Villa, amb tots retornats de temporades anteriors, excepte els nouvinguts Morrison, Kenworthy, Ross i Villa. La temporada és la primera que no compta amb els pilars del repartiment Sarah Paulson i Evan Peters.
Creada per Ryan Murphy i Brad Falchuk per a la cadena de cable FX, la sèrie està produïda per 20th Century Fox Television. 1984 es va emetre entre el 18 de setembre i el 13 de novembre de 2019.

## Elenc i personatges

### Principal
- Emma Roberts com Brooke Thompson
- Billie Lourd com a Montana Duke
- Leslie Grossman com Margaret Booth
- Cody Fern com a Xavier Plympton
- Matthew Morrison com Trevor Kirchner
- Gus Kenworthy com a Chet Clancy
- John Carroll Lynch com a Benjamin Richter / Mr. Jingles
- Angelica Ross[3] com Donna Chambers / Rita RN
- Zach Villa com a Richard Ramírez

### Recurrent
- DeRon Horton com a Ray Powell
- Orla Brady com a Dr. Karen Hopple
- Lou Taylor Pucci com a Jonas Shevoore
- Tara Karsian com a xef Bertie
- Emma Meisel com a Midge
- Kat Solko com a Helen
- Conor Donnally com a Eddie
- Sean Liang com a Wide Load
- Leslie Jordan com a Courtney
- Lily Rabe com Lavinia Richter
- Dylan McDermott com a Bruce
- Filip Alexander com a Bobby Richter

### Estrelles convidades
- Mitch Pileggi com a art
- Don Swayze com a Roy
- Todd Stashwick com a Blake
- Steven Culp com el Sr. Thompson
- Spencer Neville com Joey Cavanaugh
- Zach Tinker com a Sam Duke
- Mateo Gallegos com el jove Richard Ramírez
- Dreama Walker com a Rita RN
- Mark Daugherty com a Chan
- Tim Russ com a David Chambers
- Richard Gunn com a adjunt en cap
- Nick Chinlund com el director de la presó
- Tanya Clarke com Lorraine Richter
- Yvonne Zima com a Red
- Eric Staves com a Dustin
- Connor Cain com el jove Benjamin Richter
- Stefanie Black com Stacey Phillips
- Finn Wittrock com a Bobby Richter

## Episodis
| Núm. en serie | Núm. en temp | Títol               | Dirigit per           | Escrit per                 | Data d'emissió original | Prod.codi | Espectadors (milions) |
| 95 | 1            | «Camp Redwood»      | Bradley Buecker       | Ryan Murphy i Brad Falchuk | 18 de setembre de 2019  | 9ATS01    | 2.13                  |
| L'any 1970 a Camp Redwood, un campament d'estiu a la zona rural de Califòrnia, tres consellers de campaments adolescents estan a punt de fer un trio quan un assassí en sèrie els assassina, juntament amb tots els altres nens del campament. A Los Angeles el 1984, Brooke Thompson és atacada pel Night Stalkeri decideix marxar de la ciutat a l'estiu per treballar com a consellera al recentment reobert Camp Redwood amb els seus nous amics Montana, Xavier, Chet i Ray. De camí cap allà, xoquen a un excursionista a la carretera. El grup el porta al campament on és atès per la infermera del camp, la Rita. Margaret Booth, la propietària del camp, es presenta als consellers i els fa un recorregut pels terrenys. Més tard, al voltant de la foguera, els consellers s'assabenten de la Rita sobre la massacre de 1970 comesa pel jardiner, Benjamin Richter, conegut com el Sr. Jingles. Margaret revela que va ser l'única supervivent d'aquella nit. El grup també coneix en Trevor, el director d'activitats, que més tard es submergeix amb Montana. Brooke troba l'excursionista assassinat pel Sr. Jingles i és perseguida pel campament. però el cos i Richter no es troben enlloc quan els altres investiguen. A continuació, es mostra el Night Stalker arribant al campament. |              |                     |                       |                            |                         |           |                       |
| 96 | 2            | «Mr. Jingles»       | John J. Gray          | Tim Minear                 | 25 de setembre de 2019  | 9ATS02    | 1,49                  |
| Margaret s'assabenta de la fugida de Richter de la institució mental, però insisteix que el campament s'obrirà tal com estava previst. Brooke està sacsejada després d'una trucada telefònica amb el Sr. Jingles i li parla a Montana sobre el seu desastros casament un any abans. Montana intenta seduir a Brooke, deixant-la commocionada. Xavier és perseguit i un home anomenat Blake l'enfila a un cotxe que el va obligar a actuar en pornografia gai, però Xavier ofereix a Trevor com a substitut. En canvi, Blake és assassinat per Richter. La Brooke és perseguida pel Night Stalker després de veure un cos al llac però el domina. El Night Stalker intenta assassinar l'excursionista, que continua sent assassinat i ressuscitat constantment. Els consellers troben el cos de Blake amb l'orella tallada i suposen que el senyor Jingles ha trobat el camí cap al campament i els està perseguint. L'acosador nocturn s'acosta a Margaret, qui revela que es diu Richard Ramírez i li explica el seu trauma infantil. Ella el recluta per defensar i protegir el campament del Sr. Jingles. Els consellers intenten escapar, però s'han de dividir en dos grups per recuperar les claus. La Margaret coneix l'excursionista i dedueix que és el fantasma d'un conseller de 1970. Tots dos grups, liderats per Trevor i Rita, estan individualment envoltats per algú fora de les seves cabanes, donant cops a la porta. |              |                     |                       |                            |                         |           |                       |
| 97 | 3            | «Slashdance»        | Mary Wigmore          | James Wong                 | 2 d'octubre de 2019     | 9ATS03    | 1,34                  |
| El grup de la Rita és abordat per Ramírez, i decideixen separar-se per augmentar les seves probabilitats de supervivència. Ramírez finalment irromp i ataca en Ray repetidament, però Chet el salva i fugen. La parella finalment cau en una trampa plena de punxes de fusta, i Chet és empalat per l'espatlla. Ray, després de confessar a Chet sobre un incident a la universitat on va ser responsable de la mort d'una promesa de fraternitat, deixa a Chet per morir. Els perseguidors del grup de Trevor resulten ser un grup de bromistas que es fan passar pel senyor Jingles com a part d'una tradició, però Richter mata els bromistas mentre Trevor, Montana i Xavier fugen. Brooke es queda sola amb la Rita i planeja anar a alertar la policia, però Rita la droga i es revela com Donna Chambers, una psicòloga obsessionada per l'assassí en sèrie que va orquestrar la fugida de Richter. La Donna arrossega a Brooke. Més tard, Richter mata la veritable Rita, la identitat de la qual va assumir Donna. Trevor i Xavier troben en Chet i el rescaten; Trevor incapacita qui creu que és el Sr. Jingles, però és només un bromista més. Montana i Ray són abordats per Ramírez; Ray abandona Montana amb la motocicleta de Trevor, només per ser decapitat per Richter mentre escapa. Montana i Ramírez es fan un petó. |              |                     |                       |                            |                         |           |                       |
| 98 | 4            | «True Killers»      | Jennifer Lynch        | Jay Beattie                | 9 d'octubre de 2019     | 9ATS04    | 1,29                  |
| A través de flashbacks, es revela que Montana i Ramírez es van convertir en amants després de conèixer-se a la classe d'aeròbic de Montana, quan Ramírez va assassinar brutalment un home que criticava el gust musical de Montana. En aquell moment va demanar a Ramírez per assassinar Brooke com a venjança per la mort del germà de Montana al casament de Brooke. En el present, Xavier busca ajuda en Bertie, la cuinera del campament, però Richter els descobreix. Richter tanca Xavier al forn i l'encén, encara que un Bertie, ferit de mort, el salva. Ara greument cremat, Xavier mata a Bertie amb misericòrdia. Brooke, mentrestant, cau en un parany posat per Donna. Ramírez rastreja a Brooke després de ser avisat per Montana, però apareix Richter. Ramírez i Richter es barallen, amb Brooke escapant durant el caos i Ramírez sembla ser assassinat. Richter visita Margaret, qui revela que va ser l'assassí real el 1970 després de l'assetjament a mans dels altres campistes. Richter, culpable dels assassinats, va ser sotmès posteriorment a tractaments terribles durant la seva estada a l'asil. Margaret dispara a Richter i el deixa per mort. Trevor arriba després d'escoltar els trets, i Margaret sembla que el mata. En Xavier, després de trobar-se amb un Richter ferit, és trobat per Brooke. Es troben amb Chet, Montana i Margaret, que menteix que Richter va matar Trevor. En un altre lloc, Donna és testimoni de Ramírez ressuscitat per un poder sobrenatural. i Margaret sembla que el mata. En Xavier, després de trobar-se amb un Richter ferit, és trobat per Brooke. Es troben amb Chet, Montana i Margaret, que menteix que Richter va matar Trevor. En un altre lloc, Donna és testimoni de Ramírez ressuscitat per un poder sobrenatural. i Margaret sembla que el mata. En Xavier, després de trobar-se amb un Richter ferit, és trobat per Brooke. Es troben amb Chet, Montana i Margaret, que menteix que Richter va matar Trevor. En un altre lloc, Donna és testimoni de Ramírez ressuscitat per un poder sobrenatural. |              |                     |                       |                            |                         |           |                       |
| 99 | 5            | «Red Dawn»          | Gwyneth Horder-Payton | Dan Dworkin                | 16 d'octubre de 2019    | 9ATS05    | 1,09                  |
| L'any 1980, Donna descobreix que el seu pare és un assassí en sèrie de dones joves poc abans de suïcidar-se, la qual cosa la provoca l'obsessió. Tornant al present, Ramírez explica a la Donna que va ser ressuscitat per Satanàs i ara sap de tot el que ha fet la Donna. Mentrestant, Margaret suggereix anar en barca pel llac per demanar ajuda, i Chet accepta anar amb ella. Al llac, Margaret revela la veritat a Chet i després l'ofega. Donna troba Xavier i Montana i admet haver alliberat Richter, provocant la ira d'en Xavier. Ella fuig i es troba amb Richter, demanant-li que la mati per alleujar la seva culpa; ell es nega. Richter rastreja Margaret, però és salvada per Xavier, que després és assassinat per Margaret. Ramírez arriba i utilitza Satanàs per reviure Richter. Brooke es troba amb el fantasma de Ray i finalment perd la seva virginitat amb ell; descobreix que Ray està mort quan troba el seu cap tallat. Brooke torna a Montana per demanar ajuda, que l'ataca i admet haver contractat Ramírez. Mentre els dos lluiten, finalment surt el sol l'endemà i els nens arriben al campament, només per presenciar Brooke assassinant Montana. Brooke és arrestada i Margaret l'inculpa per la mort de totes les seves amigues. Montana ressuscita com un fantasma i assassina un agent de policia, declarant la seva intenció de viure al campament com un déu. Ramírez i Richter roben un cotxe de policia i condueixen cap a Los Angeles. defuncions. Montana ressuscita com un fantasma i assassina un agent de policia, declarant la seva intenció de viure al campament com un déu. Ramírez i Richter roben un cotxe de policia i condueixen cap a Los Angeles. defuncions. Montana ressuscita com un fantasma i assassina un agent de policia, declarant la seva intenció de viure al campament com un déu. Ramírez i Richter roben un cotxe de policia i condueixen cap a Los Angeles. |              |                     |                       |                            |                         |           |                       |
| 100 | 6            | «Episode 100»       | Loni Peristere        | Ryan Murphy i Brad Falchuk | 23 d'octubre de 2019    | 9ATS06    | 1,35                  |
| Un any després dels esdeveniments del Camp Redwood, Richter s'ha cansat de les tendències assassines de Ramírez i alerta els habitants de la seva presència, donant a Richter l'oportunitat de marxar sol i provocant l'arrest de Ramírez. Quatre anys més tard, els fantasmes de Montana i Xavier, encara atrapats al purgatori als campaments, maten a qualsevol que entri, per a la frustració del fantasma de Ray i dels fantasmes dels consellers de 1970. Brooke perd la seva última apel·lació i espera l'execució al corredor de la mort. Ramírez intenta reclutar-la com a deixeble de Satanàs, però Brooke es nega. Mentrestant, Margaret s'ha convertit en una rica magnat immobiliària renovant llocs d'assassinats infames (incloent Briarcliff Manor) al costat de Trevor, que va sobreviure al seu intent d'assassinat. Els dos van entrar en un matrimoni polèmic enmig de l'amenaça de Trevor d'exposar la veritat. Margaret tria Camp Redwood com el seu proper projecte, per a disgust del fantasma de Chet. Un Richter reformat, ara amb un nou nom, Donald, i que viu una vida tranquil·la a Alaska amb la seva nova dona i el seu fill, s'assabenta del projecte. Torna a casa una nit per trobar la seva dona assassinada per Ramírez, que va sortir de la presó amb l'ajuda de Satanàs. Richter regala el seu fill a la seva cunyada i marxa amb la intenció de matar Ramírez. Brooke sembla ser executada pels assassinats de Camp Redwood, però Donna, fent-se passar per la botxí, la salva. |              |                     |                       |                            |                         |           |                       |
| 101 | 7            | «The Lady in White» | Liz Friedlander       | John J. Gray               | 30 d'octubre de 2019    | 9ATS07    | 1,05                  |
| El 1948, al Camp Golden Star (el futur Camp Redwood), un jove Richter deixa el seu germà petit Bobby per veure com els consellers tenen relacions sexuals al bosc. Bobby és assassinat accidentalment per una hèlix de vaixell, i la mare de Richter, Lavinia, l'acusa a ell i als consellers de la mort. L'any 1989, Richter torna al Camp Redwood i es troba amb els fantasmes dels consellers, que lamenten que estan sent terroritzats pel fantasma d'una altra dona desconeguda. Richter afirma que el fantasma és Lavinia, a qui es va veure obligat a matar en defensa pròpia el 1948 després que ella cometés la primera massacre sobre el terreny. Richter es reuneix amb ella i ella revela que va manipular Margaret perquè cometrés els assassinats de 1970 per fer patir Richter per la mort de Bobby. Després d'ajudar-la a recuperar-se de la seva gairebé execució, Donna porta Brooke a una pista de patinatge per relaxar-se. on coneixen un home anomenat Bruce. Després que Bruce arregla el seu cotxe, accepten portar-lo, però l'abandonen a la carretera després que revela que coneix a Donna i després mata un agent de policia. Bruce els rastreja i amenaça de matar-los, però el fan més astut i el deixen per mort. Mentre continuen els preparatius per al festival de música al Camp Redwood, Ramírez assassinaKajagoogoo abans que puguin jugar. Després d'arribar a un acord amb Lavinia, Richter es mata per tornar com un fantasma i venjar-se de Ramírez. |              |                     |                       |                            |                         |           |                       |
| 102 | 8            | «Rest in Pieces»    | Gwyneth Horder-Payton | Adam Penn                  | 6 de novembre de 2019   | 9ATS08    | 1,05                  |
| Poc abans de Halloween, Bruce es recupera i condueix cap al Camp Redwood, interrompent una baralla entre Ramírez i el fantasma de Richter en el procés. Ramírez el recluta per ajudar a eliminar Richter, i finalment s'assabenta que Richter és un fantasma. Donna i Brooke són abordades per Stacey Phillips, una escriptora sensacionalista que coneix les seves identitats, i la porten amb elles al Camp Redwood. Brooke promet revelar la història real a Stacey, planejant en secret matar-la, però Donna l'atura i la convenç de centrar-se en Margaret. Stacey fuig, només per ser assassinada per Bruce i Ramírez. Margaret revela a Bruce i Ramírez el seu pla per assassinar la resta de bandes (excepte Billy Idol) al seu festival. Trevor declara el seu amor al fantasma de Montana i planeja suïcidar-se per unir-se a ella, però ella l'allunya, culpable de la seva relació amb Ramírez. Els consellers morts, enfurismats pel passat assassinat de Richter, el lliguen i es neguen a permetre que escapi per matar Ramírez. Apareix el fantasma de Bobby i arrossega Richter al llac; es desperta al costat de Bobby i Lavinia, que el convencen de quedar-se amb ells. |              |                     |                       |                            |                         |           |                       |
| 103 | 9            | «Final Girl»        | John J. Gray          | Crystal Liu                | 13 de novembre de 2019  | 9ATS09    | 1,08                  |
| Trenta anys més tard, el fill ara adult de Richter, Bobby, torna a un decrèpit Camp Redwood a la recerca de respostes, després d'haver rebut xecs d'un benefactor desconegut des de la infància. El troben Montana i Trevor, que expliquen que Richter va desaparèixer després de ser arrossegat al llac i mai va tornar. Revelen el que va passar el 1989: per evitar més morts, Trevor bloqueja el trànsit a l'entrada del Camp Redwood. Margaret l'expulsa de la propietat del campament i el deixa morir, però Brooke apareix i l'ajuda a sortir al terreny perquè pugui tornar com un fantasma. El fantasma de Trevor ataca a Bruce i l'expulsa del terreny per morir. Els consellers morts determinen que l'única manera d'aturar Ramírez és matar-lo una vegada i una altra, cosa que fan durant trenta anys. L'any 2019, Ramírez es desperta una vegada més, aconsegueix escapar i ataca Bobby; Montana fa sortir en Bobby del terreny i el dirigeix al manicomi. Allà coneix a Donna, que explica més que el 1989, els fantasmes van assassinar brutalment Margaret, però no abans que Brooke aparentment morís en una lluita amb ella. Donna i Bobby rastregen els diners de Bobby fins a una Brooke encara viva, que va sobreviure amb l'ajuda de Ray i viu una vida tranquil·la com a mestressa de casa rica a Oregon. Bobby torna de nou al Camp Redwood on el fantasma de Margaret intenta repetidament matar-lo, però és salvat per Richter, Lavinia i els consellers. Bobby comparteix un adéu plorós amb la seva família i marxa. diners a una Brooke encara viva, que va sobreviure amb l'ajuda de Ray i viu una vida tranquil·la com a mestressa de casa rica a Oregon. Bobby torna de nou al Camp Redwood on el fantasma de Margaret intenta repetidament matar-lo, però és salvat per Richter, Lavinia i els consellers. Bobby comparteix un adéu plorós amb la seva família i marxa. diners a una Brooke encara viva, que va sobreviure amb l'ajuda de Ray i viu una vida tranquil·la com a mestressa de casa rica a Oregon. Bobby torna de nou al Camp Redwood on el fantasma de Margaret intenta repetidament matar-lo, però és salvat per Richter, Lavinia i els consellers. Bobby comparteix un adéu plorós amb la seva família i marxa. |              |                     |                       |                            |                         |           |                       |